# 3 (gruppo musicale statunitense)
I 3 sono un gruppo statunitense di rock progressivo/alternativo formatosi nei primi anni novanta a Woodstock.

## Storia
Inizialmente la band aveva tre componenti: Joey Eppard (chitarra e voce), suo fratello Joshua (batteria) e Chris Bittner (basso). A seguito della loro performance al Festival di Woodstock nel 1994, richiamarono l'attenzione della Universal che propose loro un ingaggio per il 1998 che però non si concretizzò per vicende interne della major. I 3 decisero perciò di pubblicare il loro primo album con la Planet Noise, una piccola etichetta indipendente e quindi di autoprodursi fino al 2005, anno in cui firmarono il contratto con la Metal Blade. 
La carriera dei 3 è stata contrassegnata da parecchie variazioni di formazione, la più importante delle quali è stato l'abbandono da parte di Joshua Eppard per unirsi ai Coheed and Cambria.

## Formazione

### Formazione attuale
- Joey Eppard - voce, chitarra
- Billy Riker - chitarra
- Daniel Grimsland - basso
- Chris Gartmann - batteria, seconda voce

### Ex componenti
- Jason Foster - chitarra (1999)
- Chris Bittner - basso (1994 - 2001)
- Joe Cuchelo - basso (2002 - 2003)
- Joe Stote - percussioni, tastiere (2003 - 2008)
- Joshua Eppard - batteria, seconda voce, percussioni (1994 - 1999)

## Discografia

### Album in studio
- 1999 - Paint by Number (Planet Noise)
- 2003 - Summercamp Nightmare (Planet Noise)
- 2004 - Wake Pig (Planet Noise)
- 2007 - The End Is Begun (Metal Blade)
- 2009 - Revisions (Metal Blade)
- 2011 - The Ghost You Gave to Me (Metal Blade)

### Album dal vivo
- 2002 - Half Life (Planet Noise)

### EP
- 2007 - These Iron Bones (digitale)

### Partecipazioni
- 1994 - Where Woodstock Lives con Summer
- 2005 - Metal Massacre XIII con Alien Angel